# Phare du cap Henlopen

Le phare du cap Henlopen (en anglais : Cape Henlopen Refuge Light) était un phare côtier situé sur le côté nord du cap Henlopen dans la baie de la Delaware, dans le comté de Sussex, Delaware. Il se trouvait dans l'actuel parc d'État du cap Henlopen.

## Historique
Le phare du cap Henlopen a été construit sur le côté nord de la Grande Dune pour obtenir une hauteur supplémentaire. Il a été achevé en 1767 et allumé pour la première fois en 1769. En 1777, pendant la révolution américaine, le phare a été presque entièrement détruit par les Britanniques. Les gardiens ont réparé les dégâts et le feu a été rallumé en 1784. En 1897, la dune entourant la tour reculait régulièrement à un rythme de 0,91 à 1,52 m par an. En 1905, plusieurs tonnes de broussailles ont été placées autour de la tour et du bâtiment à carburant pour éviter que les fondations et les murs de briques ne soient minés par la dérive du sable.
Avant l'effondrement, cependant, la tour avait été abandonnée en tant que phare. Plus tôt en 1924, l'objectif a été retiré de la lumière pour être remis à neuf et être exposé. Avec la construction du phare de Brandywine Shoal, les zones d'attente n'étaient plus nécessaires derrière les brise-lames, donc la lumière avait été désactivée. Toutes les mesures pour protéger la tour ont échoué et en avril 1926, une tempête a miné la tour, la faisant tomber vers la mer.
Une autre lumière se tenait également sur le cap Henlopen. En 1824, la Cape Henlopen Beacon (en) a été construite sur une tour de 14 m à environ un mile au nord du phare du cap Henlopen.
Identifiant : ARLHS : USA-120 .

### Lien connexe
- Liste des phares du Delaware